# San Martín de Montalbán (kommunhuvudort)
San Martín de Montalbán är en kommunhuvudort i Spanien.   Den ligger i provinsen Toledo och regionen Kastilien-La Mancha, i den centrala delen av landet, 100 km sydväst om huvudstaden Madrid. San Martín de Montalbán ligger 656 meter över havet och antalet invånare är 745.
Terrängen runt San Martín de Montalbán är platt åt sydost, men åt nordväst är den kuperad. Terrängen runt San Martín de Montalbán sluttar norrut. Runt San Martín de Montalbán är det glesbefolkat, med 16 invånare per kvadratkilometer. Närmaste större samhälle är Gálvez, 9,9 km öster om San Martín de Montalbán. Trakten runt San Martín de Montalbán består till största delen av jordbruksmark.